# Owstonia tosaensis
 Owstonia tosaensis és una espècie de peix de la família dels cepòlids i de l'ordre dels perciformes.

## Distribució geogràfica
Es troba al nord-oest del Pacífic: Japó i Taiwan.